# Rione Ferrovieri (Reggio Calabria)
Il rione Ferrovieri fa parte della V circoscrizione del comune di Reggio Calabria.
Posto sulla riva meridionale del torrente Calopinace, il rione costituisce l'estremità settentrionale della circoscrizione di appartenenza, collegato al centro storico della città e al Corso Garibaldi tramite il ponte Calopinace. Inoltre il rione Ferrovieri confina ad est con la circoscrizione Sbarre  e a sud con il rione Stadio.
Numerose strade del rione Ferrovieri sono intitolate a scienziati, quali ad esempio Galileo Galilei, Giuseppe Mercalli, Antonio Pacinotti, Luigi Galvani ed Evangelista Torricelli.
Principale luogo di culto del rione è la Chiesa del Sacro Cuore di Gesù.

## Storia
Posto a ridosso del deposito ferroviario di Reggio Calabria, il rione Ferrovieri sorse all'inizio del XX secolo, quando le Ferrovie dello Stato decisero la realizzazione di diverse costruzioni per dare alloggio ai propri dipendenti scampati al terremoto del 1908 . Le case costruite avevano un solo piano, mentre solo le case realizzate lungo la via Galileo Galilei erano a due piani. 
All'interno del rione, nella zona adiacente allo stadio comunale, sono comprese le abitazioni dei pescatori che furono costruite durante il periodo fascista, tant'è che ancora oggi ci si riferisce a questo rione anche con il nome di "Rione Ferrovieri-Pescatori".
Nelle zone periferiche poste a sud-est erano presenti ampi campi coltivati (in dialetto reggino chiamati "giardini"), dove veniva praticata la coltivazione del bergamotto e di ortaggi vari: con la progressiva edificazione del rione tali campi andarono via via scomparendo.
Le strade vennero asfaltate dopo la seconda guerra mondiale e precisamente agli inizi degli anni cinquanta.
La principale chiesa del rione, la chiesa del  Sacro Cuore di Gesù, sorse originariamente come baracca posta tra la via Galileo Galilei, l'ingresso al deposito locomotive F.S. e all'inizio della zona delle abitazioni dei pescatori: soltanto agli inizi degli anni sessanta la chiesa venne costruita in muratura nella parte interna a monte della via cui precedentemente si trovava, richiedendo inoltre l'abbattimento di alcune baracche in muratura dei ferrovieri.